# 四川金強藍鯨籃球倶楽部
四川金強藍鯨籃球倶楽部（簡体字：四川金强蓝鲸篮球俱乐部、英：Sichuan Jinqiang Blue Whales Basketball Club、四川金強ブルーホエールズ）は、中華人民共和国・四川省成都市を本拠地とするプロバスケットボールチームである。中国プロバスケットボールリーグ所属。ホームアリーナは金強国際賽事中心。

## 歴史
1960年代より四川省チームの前身の西南チームが全国大会で優勝。1996年には甲A級で優勝し、四川省男籠倶楽部と国際管理集団が共同で四川熊猫男籃倶楽部を設立。1996年に四川藍剣集団（四川蓝剑集团）が1年間のみスポンサーとなるが1997年には四川省男子籃球倶楽部に戻り、その後降格、昇格を繰り返し、1999年に甲A級を維持するために計時記録員たちの不正事件が発覚し、罰金、甲B級へ降格処分となる。2002年にさらに乙級へ降格。
2009年に四川省と四川省体育局の支援の元、金強集団（金强集团）が出資し、四川金強藍鯨籃球倶楽部（四川金强蓝鲸篮球俱乐部）を設立。この金強藍鯨が四川省倶楽部を買収。

## 主な所属選手
- ハッサン・ホワイトサイド（2013）
- ハメッド・ハッダディ（2013-2014、2015-）
- メッタ・ワールド・ピース（2014）
- マイク・ハリス（英語版）（2015-）
- ジャスティン・デントモン（2015-2016）